# Kurt Lindon
Kurt Lindon, född 20 augusti 1910 i Kungsholms församling, Stockholm, död 25 april 1985 i Råcksta, Vällingby församling, Stockholm, var en svensk konstnär. Han är känd för sina verk inom naivismen. 
Lindons verk finns bland annat i samlingarna på Moderna museet i Stockholm, Stockholms stadsmuseum, Göteborgs konstmuseum[källa behövs], Norrköpings konstmuseum, Linköping museum, Östersunds museum och Borås konstmuseum.
Han blev tilldelad Kiruna Kommunstipendiat 1962.